# ホンダ・アコードエアロデッキ
アコードエアロデッキ（ACCORD AERODECK）は、本田技研工業が1985年から1989年まで生産、販売していた3ドアハッチバック（シューティングブレーク）型の小型乗用車である。

## 概要
3代目アコードの3ドアハッチバックモデルとして日本および欧州市場で販売され、後端を垂直に切り落としたシューティングブレーク（カムバック）スタイルの個性的な意匠を特徴とした。「エアロデッキ」の名称は空力（Aero）に優れ、堂々とクルーズする帆船の甲板（Deck）を思わせる超ロングルーフの先進スタイルを持つ、『ハッチバックの概念を一新するスポーティーでスタイリッシュなクルマ』という意味が込められている。
仕向地の嗜好を考慮し、北米およびオーストラリアなどへはエアロデッキは投入されず、代わりにオーソドックスなファストバックスタイルの3ドアハッチバックが投入された。
日本市場では1代限りで消滅した「エアロデッキ」の名称だが、欧州ではその後のアコードワゴンや、6代目シビックのエステートモデル（イギリス生産の欧州向け）に継続採用されている。

### スタイリング
フロントは欧州仕様、およびその日本仕様となるアコードCAを除く3代目アコードセダンと同様にリトラクタブル・ヘッドライトを採用し、窓周りのフラッシュサーフェス化によりCd値は当時としては良好な0.34（元となった3代目アコードセダンは0.32）を達成している。セダン同寸の2,600 mmというロングホイールベースや、ワンダーシビックの流れを汲むワゴンタイプのシルエットにより、3ドアハッチバックながら中型セダン並みの後席スペースを確保した。
長く伸びたルーフ後端をやや下げ気味に傾斜させ、リアハッチ（バックドア）につながる荷室後部の屋根もガラス張りとした。リアハッチの上端はルーフ後部に回り込んでおり、ホンダではこれを「ガルウイング型テールゲート」と称した。
独特の外観は、当時の日本市場では受け入れられず販売は不振であった一方、英国市場ではすでにシューティングブレークなどで2ドアのワゴンというジャンルが確立していたことや、欧州でも3代目シビック（ワンダーシビック）の影響で、比較的好評であった。

### 機構
前輪駆動車では世界初の4輪ダブルウィッシュボーンサスペンションを搭載し、コーナリング性能と乗り心地の両立が図られている。また、車速感応パワーステアリングが採用され、40 km/h以下になるとハンドルが軽くなり、駐車などの際に運転を補助した。日本国内トップモデル「2.0Si」には4w-A.L.B.（4輪ABS）が標準装備されている（他グレードはオプション）。
「2.0Si」に搭載されるB20A型エンジンは、当時まだ珍しかったアルミ製のシリンダーブロックを採用しており、DOHCにもかかわらずエンジン重量が軽く、当時の市販車ではエンジン重量あたりの出力が世界一であった。このエンジンは、無限によってレース用に改造され、F3用エンジン（MF204）のベースとなった。他にB18A型、A18A型、そして欧州市場向けにA20A4型、A20A2型のラインナップがあった。

### 使い勝手

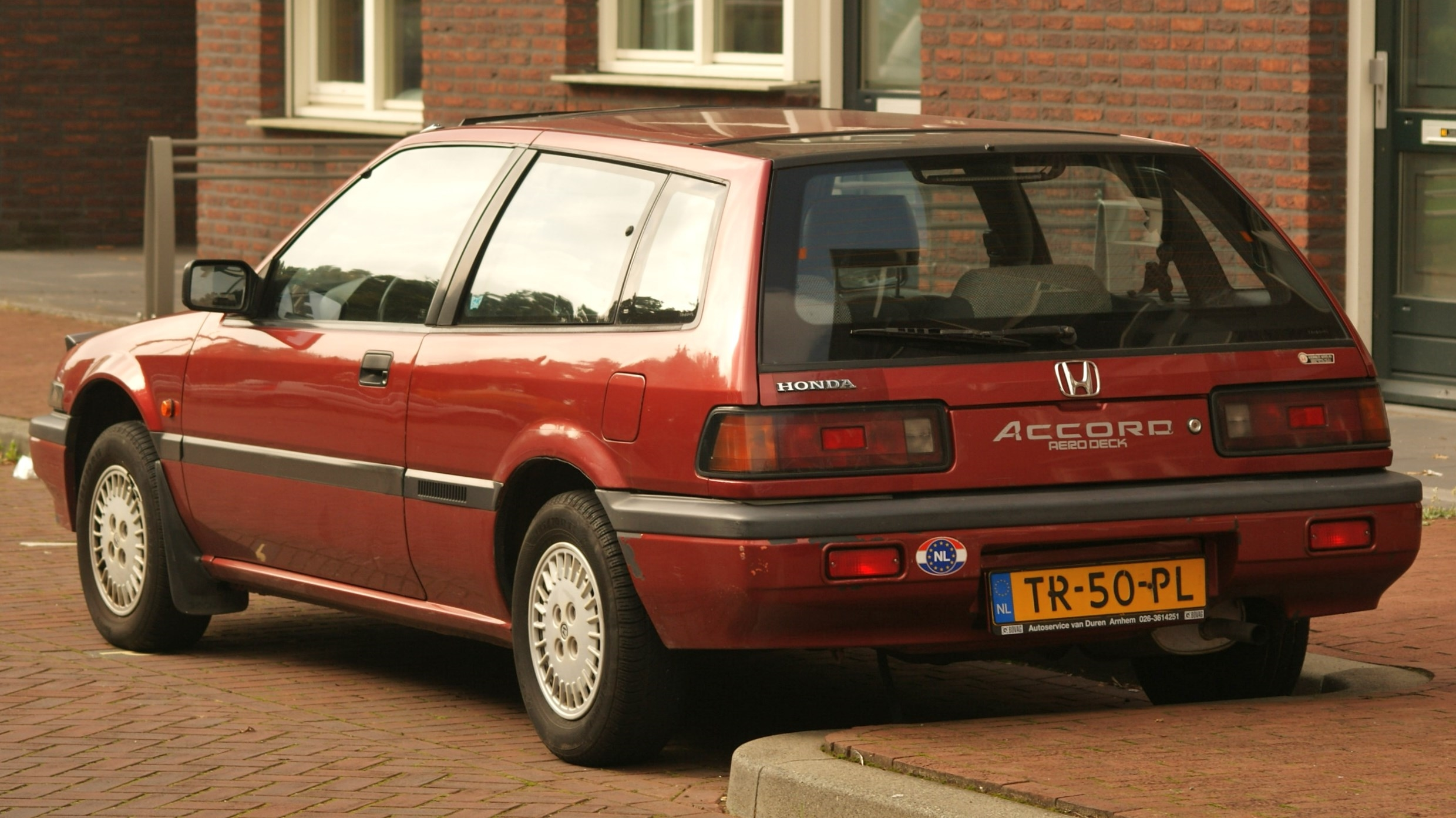
88年式・オランダ登録車のリア。リアハッチ下端がほぼテールランプ上端と同じ､かなり高い位置に来ていることがわかる。

運転席および助手席からの視界は、大きなフロントウィンドウや低く抑えられたインパネのデザインにより良好であった。スイッチ類は効率よく配置され、当時としてはきめ細かなドライビングポジションの調整も可能であった。
リアハッチはルーフ後端の一部までを含む形状のため、オープン時の上方開放部は大きく、また後方が狭い場所でもハッチが開けられる一方、下端はリアコンビランプの上までしか開かず、一般のステーションワゴンに比べると大きい、あるいは重い荷物の出し入れには適さない。
ロングルーフの恩恵として後部座席の足元及び頭上スペースが広くなり、乗り降りを除いた後部座席の居住性は、4ドアセダンより優れたものとなった。

## 初代 CA1/2/3/5型（1985-1989年）
1985年6月4日
アコードのフルモデルチェンジに合わせ発表（発売は同年7月20日）。
1986年5月
ATのロックアップ機構を向上。
1987年6月
マイナーチェンジ。エンジンでは「2.0Si」に可変管長インテークマニホールドが採用され、4w-A.L.B.の機能向上も図られた。装備の充実では、電動格納式ドアミラーやキーレスエントリーなどが採用された。
1988年9月
ATにシフトロック機構を追加。
1989年
アコードのフルモデルチェンジに伴いモデル廃止。同時にアコードのラインナップからハッチバックモデルが消滅した。

### グレード体系
日本国内向け
トップモデルのB20A型搭載車はセダン同様「2.0Si」と呼ばれたが、他のグレードでは、頭文字が「E」か豪華版を表す「L」が付くセダンに対し、「R」とされた。B18A型搭載車は「LXR-S」(セダン「EXL-S」相当)と「LX-S」（セダン「EX-S」相当）、A18A型は「LXR」（セダン「EXL」相当）と「LX」（セダン「EX」相当）であった。いずれのモデルにも4w-A.L.B.と電動サンルーフがオプション装着可能であったが、「2.0Si」以外は両者を同時装着出来なかった。電動格納式ミラー・パワーウインドー・4スピーカーオーディオは「2.0Si」またはRが付くグレードのみの装備で、これらグレードのみオートエアコンのオプション装備も可能だった。
欧州市場向け
欧州モデルにはB20Aは投入されず、シングルカムのA20Aのみの設定である。また、車体色は日本国内モデルにあるツートーンカラーは採用されず、単色のみである。トップモデルの「EXi」（E-CA5:A20A4型)には、4w-A.L.B.と電動サンルーフ、ヘッドランプウォッシャーなどが標準装備。「EX」（E-CA5:A20A2型）には電動サンルーフが標準装備。外観上の違いは、「EXi」がボディー同色バンパーの他は大きな違いはない。欧州モデルには、日本国内モデルのいわゆる後期型は存在しないが、1989年以降「EXi」のフロントブレーキが見直され、大径ディスクと大型キャリパーに変更された。ドイツでは1988年頃、限定モデルとしてスペシャルエディションが販売された。スペシャルエディションは、「EXi」モデルに、黒革張りの内装、シートヒーターを追加した豪華版であり、欧州ではそれまで設定の無かったブラックの車体色となる。日本国内で販売されたアクセサリーオプションパーツ（ホンダアクセス製）は、欧州には輸出されなかった。